# Place Gutenberg
Het Place Gutenberg (in Elzas Guteberriplatz; in het Duits Gutenbergplatz) is een plein dat zich in het Grande Île van Straatsburg bevindt. Het plein werd gebouwd rond 1100.

## Hoofdgebouwen
In het midden van het plein staat een standbeeld van Johannes Gutenberg, met in zijn handen een perkament waarop te lezen is: "et la lumière fut" (en er was licht), als aandenken aan de plaats van zijn eerste drukkerij. Het beeld is gemaakt door David d'Angers.
Het hoofdgebouw dat aan het plein grenst is de NeuBau (ook wel Le Neue Bau of Neuer Bau), het voormalig stadhuis van Straatsburg en het huidige Chambre de commerce et d'industrie Elzas Eurometropool.
Op het plein is een draaimolen geïnstalleerd. Onder het plein bevindt zich een openbare parkeerplaats.
In december wordt er een kerstmarkt gehouden, waar het gastland van het initiatief met de slogan Straatsburg, hoofdstad van Kerstmis bezoekers verwelkomt.

## Geschiedenis

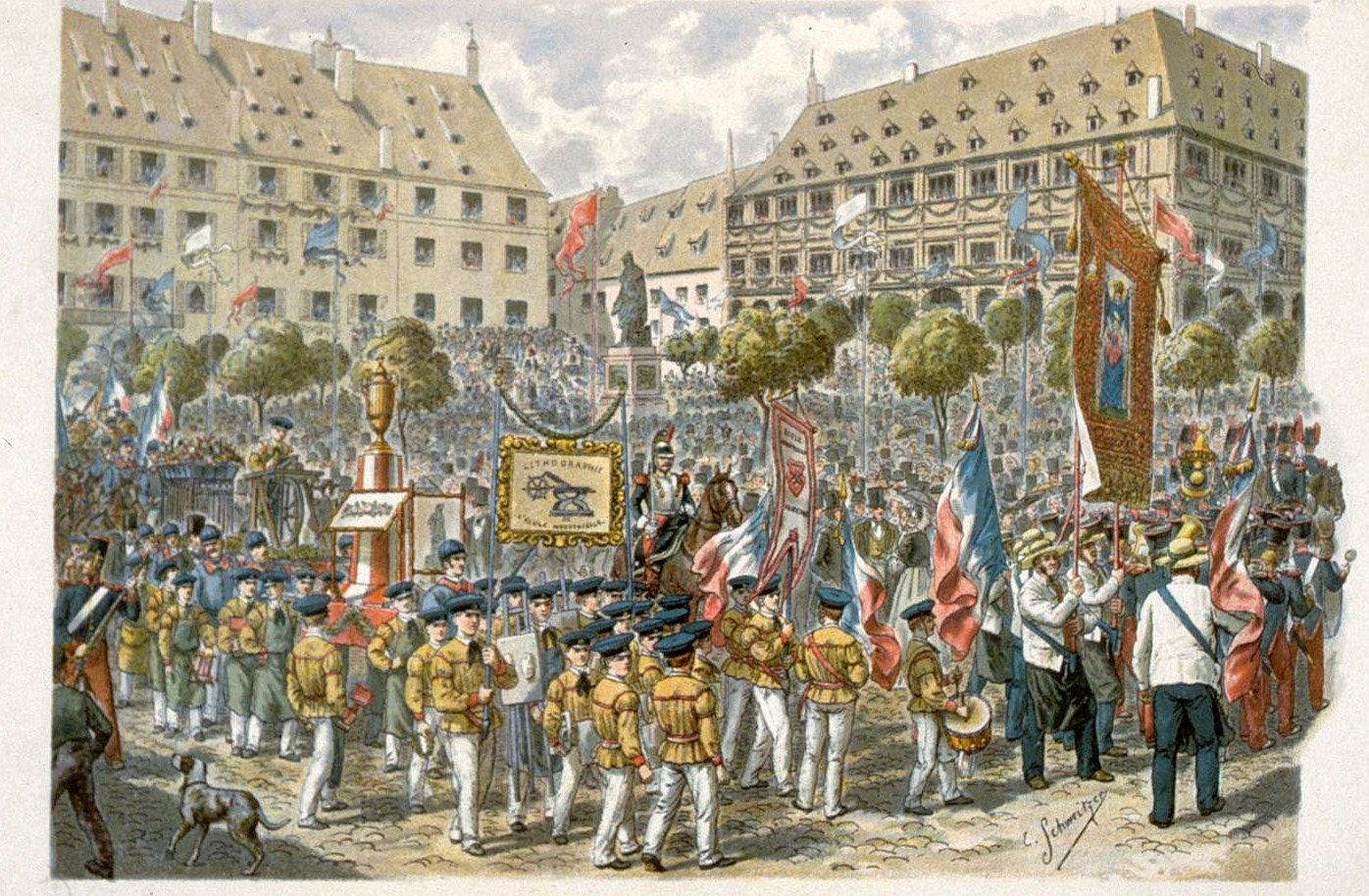
Emile Schweitzer: de feesten van Gutenberg, 25 juni 1840

Vroeger heette het plein Place du Marché aux Herbes, de huidige naam dateert van vóór 1863.
Op de nummers 1 en 2 van het plein was in 1779 de voorvader van een grote bouwmarkt gevestigd, die de inwoners van Straatsburg kenden als "Schwowelade", een Elzasser vertaling van "Zwabische winkel" (de "Schwowe" of "Schwowelade"). "Zwaben" is het demoniem van iemand die aan de andere kant van de Rijn woont in het huidige Duitsland, vanwege de oorsprong van de eigenaar Paul Siebler-Ferry (1867-1948), een inwoner van Lenzkirch, in het naburige Zwarte Woud. De winkel werd in 1919 gekocht door de Elzasser Salomon Lehmann met zijn schoonzoon Paul Rueff (1887-1950) nadat de Elzas weer tot Frankrijk is gaan behoren, en sinds de jaren dertig beheerd door Camille Pfrunner (1888-1959). Het bleef uitbreiden en nam de naam "Quincaillerie Centrale de Strasbourg” aan. Het werd in 1940 teruggegeven aan de zoon van de voormalige eigenaar, Arno Siebler-Ferry, en werd op 11 augustus 1944 verwoest tijdens het bombardement dat het gebouw trof en de brand die daarop volgde. Bij deze gelegenheid kwam Arno Siebler-Ferry om het leven. Een tijdelijk gebouw huisvestte de ijzerhandel na de oorlog, tot de wederopbouw van het gebouw, voltooid in 1957, toen het definitief werd gesloten.

## Galerij
De bezienswaardige onderdelen van Place Gutenberg:

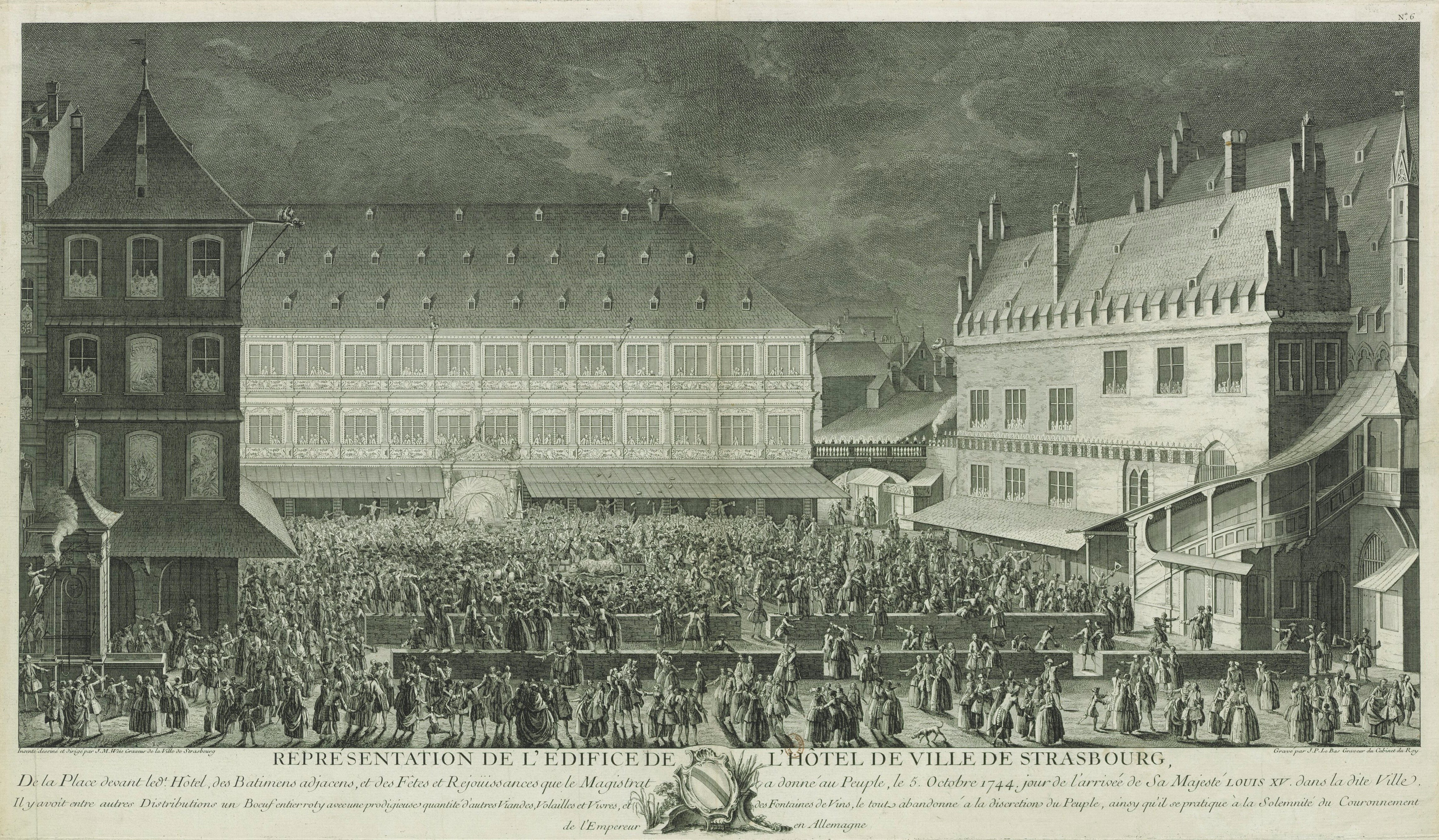
Place Gutenberg in 1774
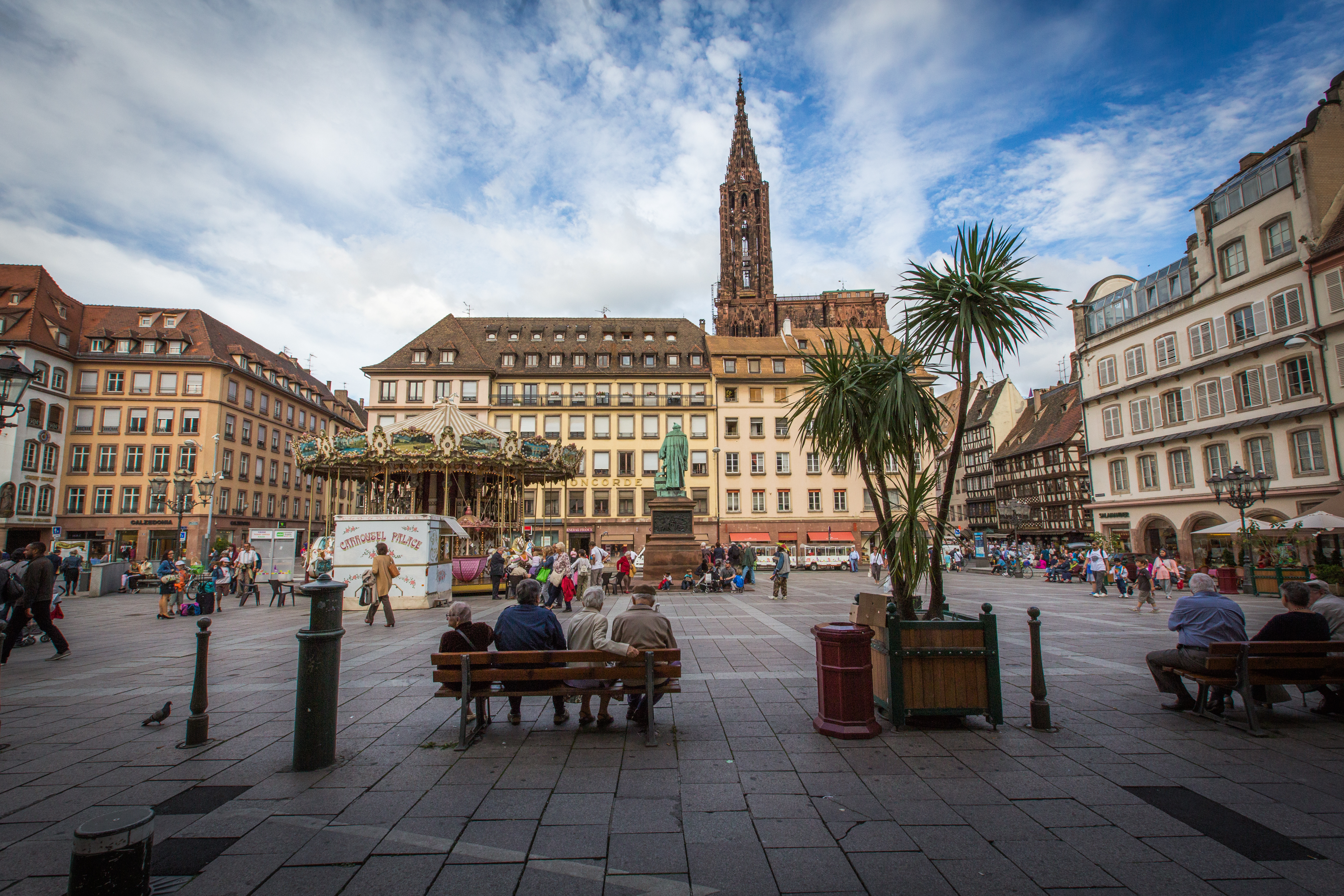
Het plein in 2013
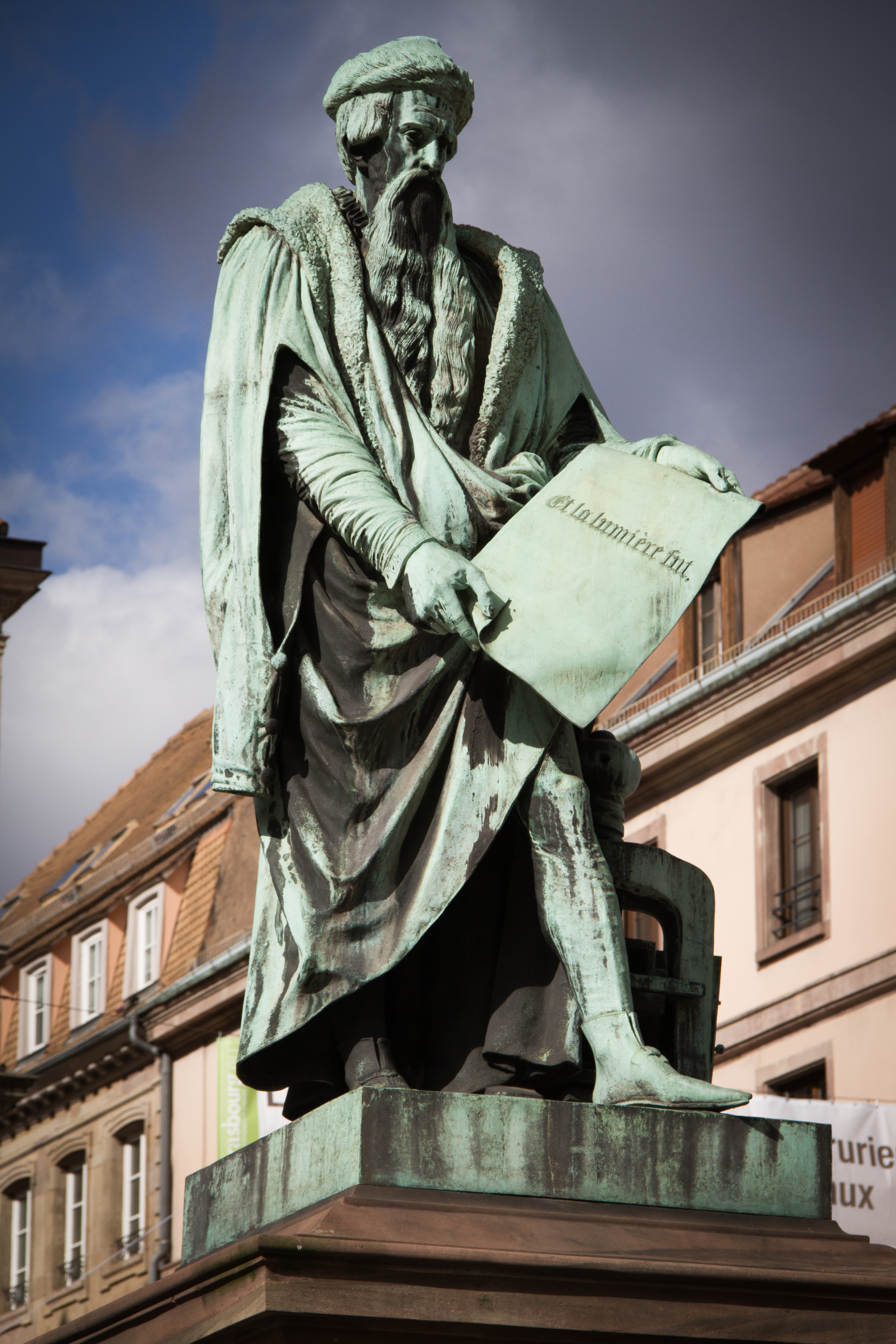
Standbeeld van Johannes Gutenberg
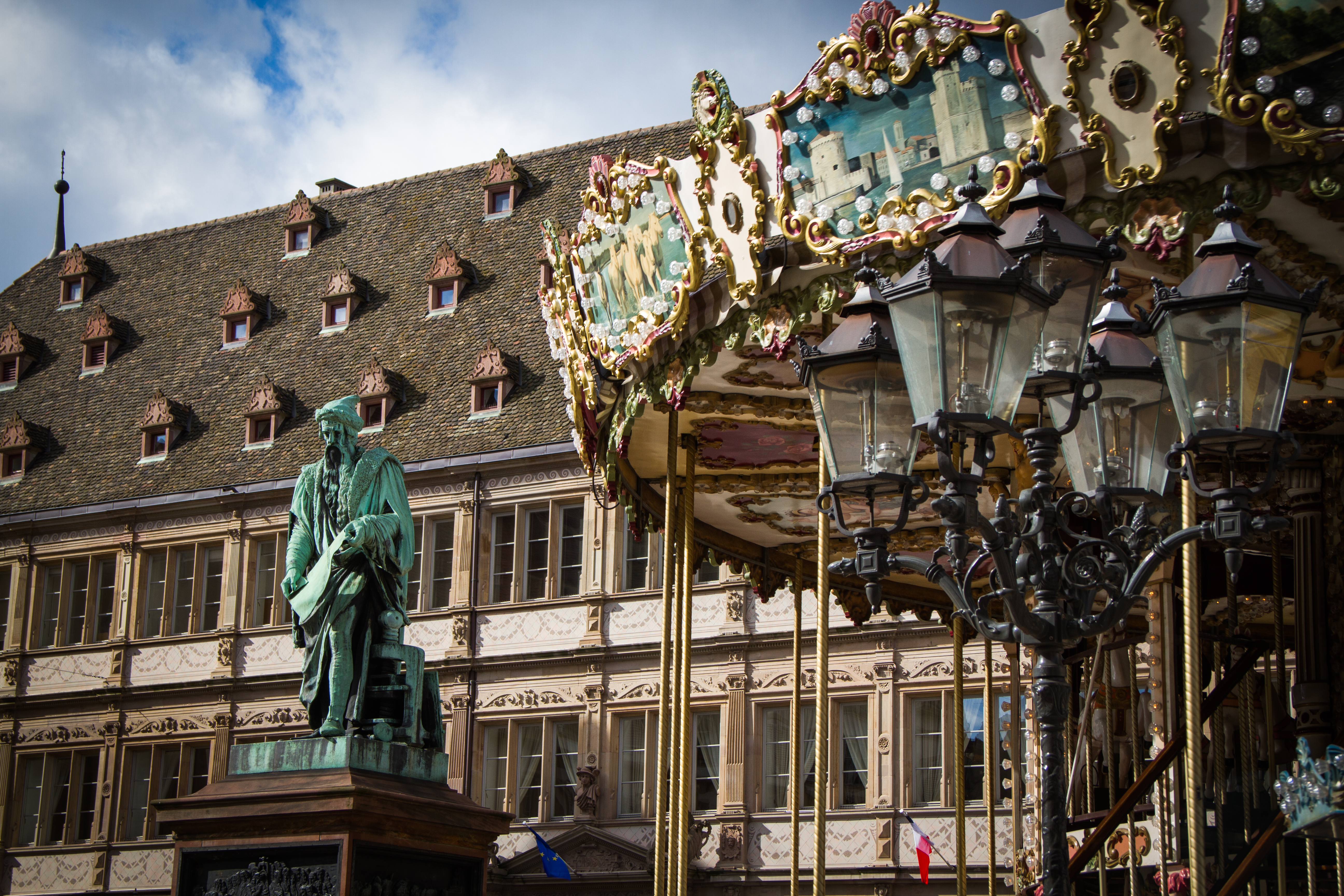
Neue Bau (voormalig stadhuis, huidig onderkomen van de Kamer van Koophandel en Industrie van Straatsburg en Bas-Rhin) met standbeeld van Johannes Gutenberg
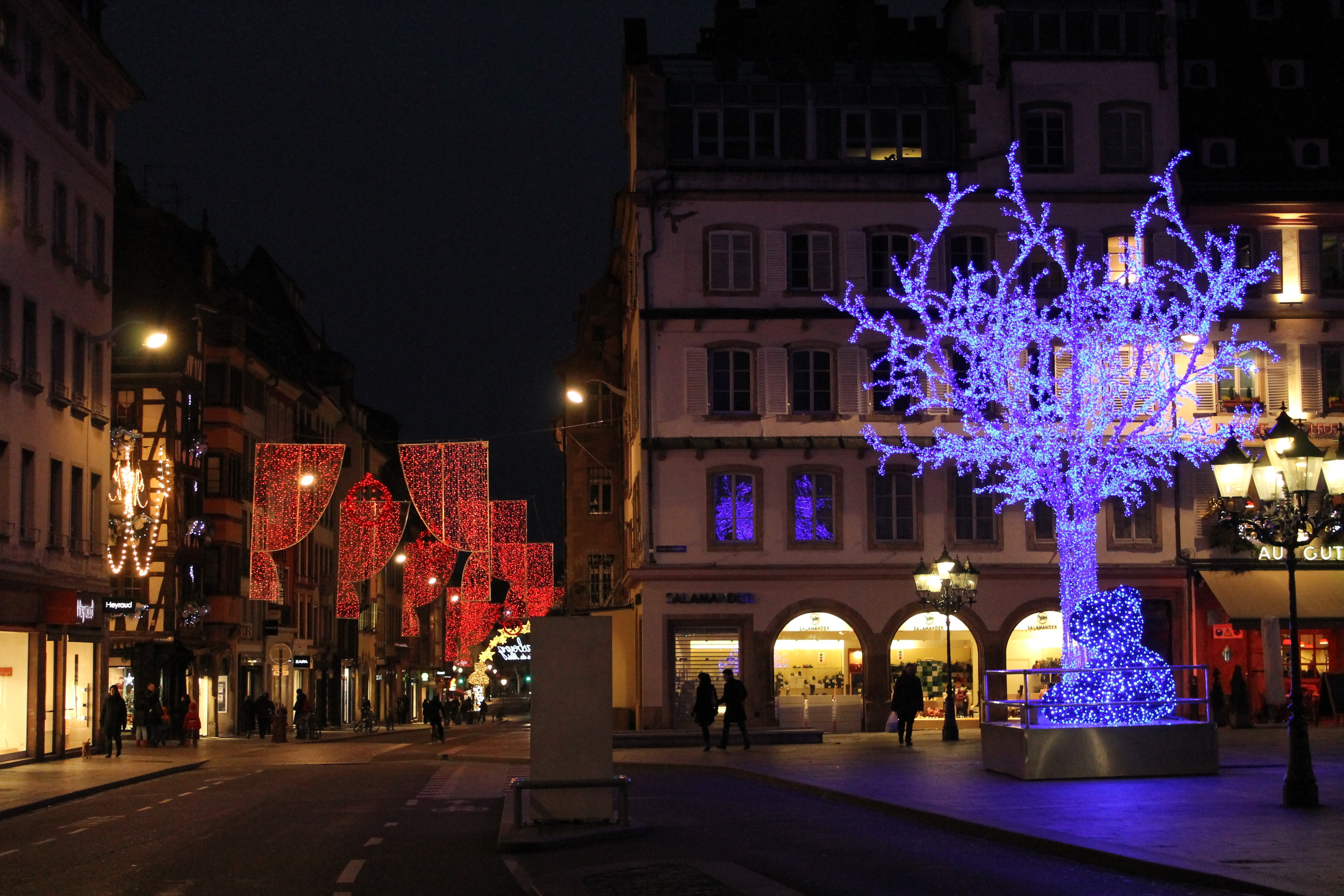
Blauwe kerstboom